# James Burrows
James Edward Burrows (nacido el 30 de diciembre de 1940) es un director de televisión estadounidense que ha trabajado para la televisión desde la década de 1970.

## Biografía
Burrows nació en Los Ángeles, California, siendo hijo de Ruth Levinson y Abe Burrows, quien era un compositor muy conocido, director y guionista. Burrows se graduó de Oberlin College. También asistió a la Yale School of Drama.
Burrows ha dirigido varios programas de televisión, incluyendo:
- Años 70 - The Mary Tyler Moore Show, The Bob Newhart Show, Rhoda, Laverne & Shirley, Taxi, The Associates
- Años 80 - Cheers (la cual también cocreó), The Hogan Family, Dear John
- Años 90 - Wings, Frasier, Friends, NewsRadio, 3rd Rock from the Sun, Dharma & Greg, Caroline in the City, Will & Grace, George & Leo
- Década de 2000 - The Class, Courting Alex, Two and a Half Men, Back to You, The Big Bang Theory, Gary Unmarried, 2 Broke Girls, The Millers

Burrows ha hecho muchas apariciones cameo en varios programas que él mismo ha dirigido. Apareció como un director de televisión en la serie de HBO de 2005 The Comeback. En ésta, Burrows se interpreta a sí mismo. Burrows ha sido nominado a quince premios Directors Guild of America, y para un premio Emmy cada año desde 1980, excluyendo a 1997.
Burrows dirigió los primeros episodios de muchas series televisivas, tales como The Big Bang Theory, Two and Half Men, Friends, Veronica’s Closet, Caroline in the City, Frasier, 3rd Rock from the Sun, Newsradio, Wings, Dear John, Taxi, y Cheers.
Él ha llegado al capítulo número 1000 el pasado mes de noviembre en la serie 'Crowded'.